# Pavel Kříž

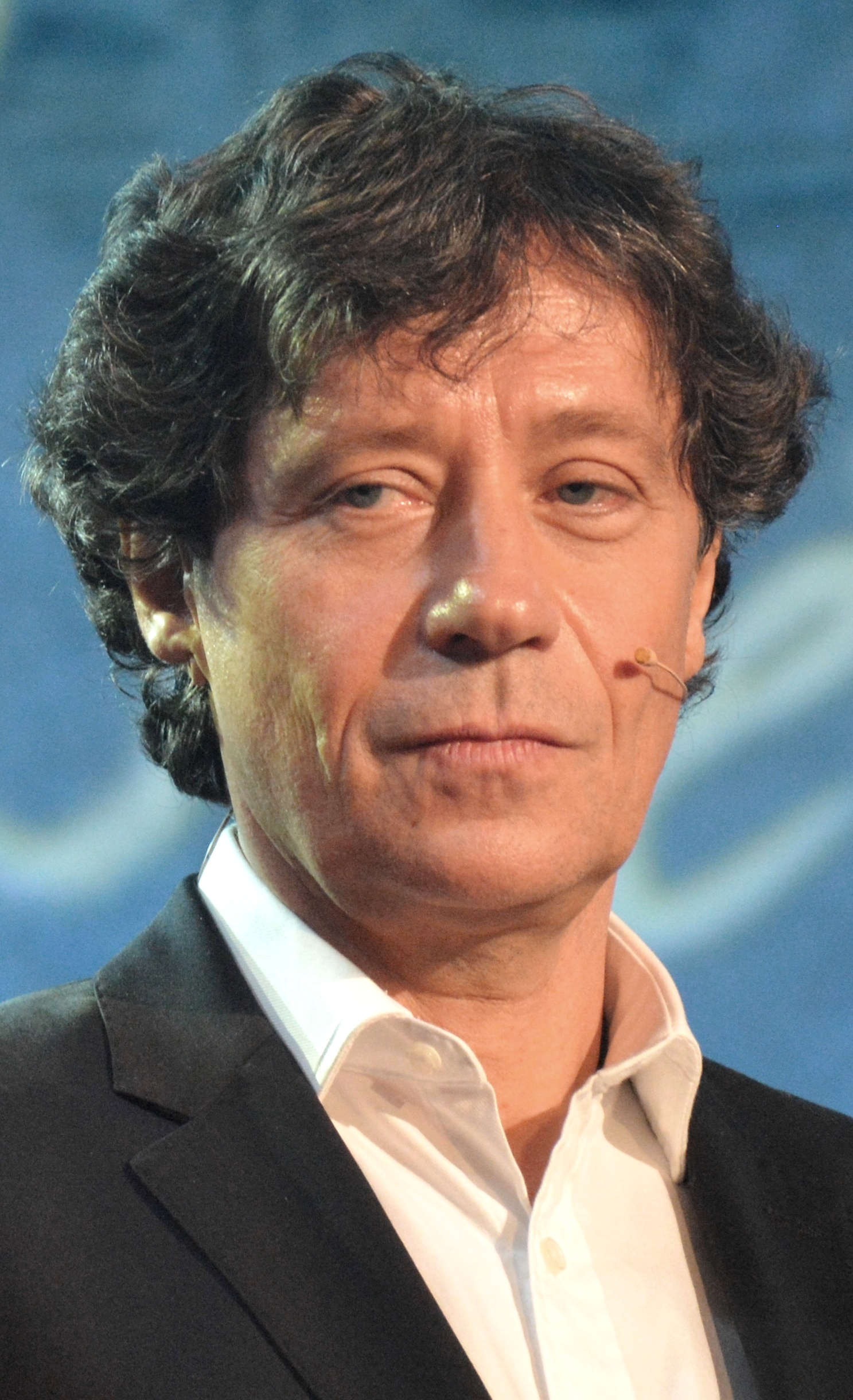
Pavel Kříž (2016)

Pavel Kříž (* 18. April 1961 in Brünn) ist ein tschechischer Schauspieler und Psychotherapeut.

## Leben
Pavel Kříž spielte bereits während seiner Jugend am Theater. Nach seinem Schulabschluss wollte er ursprünglich Medizin studieren, erhielt aber wegen seines nicht systemkonformen Verhaltens keinen Studienplatz, sodass er sich für ein Schauspielstudium am Prager Konservatorium entschied. Bereits während des Studiums debütierte er 1981 mit den beiden Filmen Blumengarten für Kinder und Margeriten für die Schloßherrin. Seinen großen nationalen Durchbruch hatte er 1982, als der Regisseur Dušan Klein ihn für die Rolle des Stepán Safránek für dessen Komödie Wie die Welt um ihre Dichter kommt besetzte. Mit seiner Darstellung wurde er ein Star in Tschechien und zum weiblichen Teenie-Idol. Er spielte die Rolle noch zwei Mal bis 1987 und drei weitere Mal nach 1993.
1987 sorgte seine illegale Ausreise in den Westen für großes Aufsehen. Kříž setzte sich 1988 ab und wanderte über England nach Vancouver, Kanada aus. Mit einer Rückkehr hätten ihm fünf Jahre Gefängnis gedroht. Erst nach der Samtenen Revolution kehrte er Anfang der 1990er Jahre teilweise zurück. Während dieser Zeit hatte er erfolgreich ein Studium zum Psychotherapeuten an der University of British Columbia abgeschlossen und geheiratet.
In Kanada konnte er sich ebenfalls als Schauspieler etablieren und spielte in kanadischen wie auch US-amerikanischen Produktionen wie Dune – Der Wüstenplanet, Anne Frank und Mission: Impossible – Phantom Protokoll mit. Während er dort kleinere Nebenrolle spielte, konnte er sich in Tschechien dank seiner früheren Popularität als Schauspieler für größere Rollen etablieren. Er selbst spielte in Filmen wie Die zwölf Monate und Die Geliebte des Teufels, sowie auch längere Zeit in der Seifenoper Ulice mit.
In Kanada heiratete Kříž die amerikanische Animatorin Bonnie Glover. Nach deren Tod kehrte er nach Tschechien zurück, wo er erneut heiratete.

## Filmografie
- 1981: Blumengarten für Kinder (Zahrada deti)
- 1981: Margeriten für die Schloßherrin (Kopretiny pro zámeckou paní)
- 1982: Wie die Welt um ihre Dichter kommt (Jak svět přichází o básníky)
- 1983: Vom tapferen Schmied (O statečném kováři)
- 1985: Die Nacht des smaragdgrünen Mondes (Noc smaragdového měsíce)
- 1985: Wie Poeten ihre Illusion verlieren (Jak básníci pricházejí o iluze)
- 1987: Wer Angst hat, läuft davon (Kdo se bojí, utíká)
- 1988: Wie Poeten das Leben genießen (Jak básníkům chutná život)
- 1993: Das Ende der Dichter in Böhmen (Konec básníků v Čechách)
- 1999: Das Verzauberte Schloss (Pàn radu)
- 2000: Dune – Der Wüstenplanet (Frank Herbert’s Dune, Miniserie, eine Folge)
- 2001: Anne Frank (Anne Frank: The Whole Story)
- 2001: Die Auferstehung (Resurrezione)
- 2001: Gespenster unter uns? (Přízraky mezi námi, Miniserie)
- 2003: Das Krankenhaus am Rande der Stadt – 20 Jahre später (Nemocnice na kraji města po dvaceti letech, Fernsehserie, zwei Folgen)
- 2005: Colditz – Flucht in die Freiheit (Colditz, Miniserie, eine Folge)
- 2005–2008: Ulice (Fernsehserie, 337 Folgen)
- 2006: Die Christkindfalle (Past na Ježíška)
- 2009: 1943 – Kampf ums Vaterland (Nedodržený slib)
- 2009: Die kleinen Ritter (At zijí rytíri!)
- 2009: Pagan Queen – Die Königin der Barbaren (The Pagan Queen)
- 2011: Mission: Impossible – Phantom Protokoll (Mission: Impossible – Ghost Protocol)
- 2012: Die zwölf Monate (Dvanáct měsíčků)
- 2014: Serena
- 2015: Der Kronprinz (Korunní princ)
- 2015: Last Knights – Die Ritter des 7. Ordens (Last Knights)
- 2016: Die Geliebte des Teufels (Lída Baarová)
- 2017: Maria Theresia (Miniserie, eine Folge)
- 2018: Death of a Nation: Can We Save America a Second Time?
- 2018: Mord im Böhmerwald (Lynč, Fernsehserie, acht Folgen)
- 2019: The Painted Bird
- 2020: Veteran (Veterán)